# Christoffer Wilhelm Eckersberg

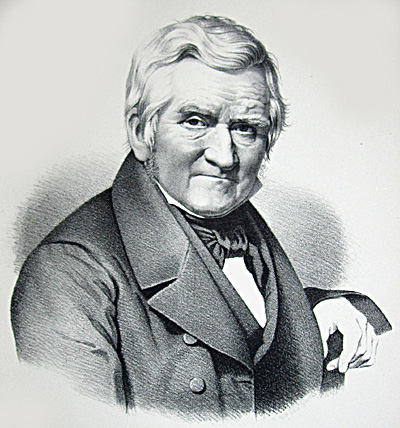
C.W. Eckersberg

Christoffer Wilhelm Eckersberg (Blåkrog, 2 januari 1783 - Kopenhagen, 22 juli 1853), meestal aangeduid als C.W. Eckersberg, was een Deens kunstschilder. Hij was een van de grondleggers van de Gouden eeuw van de Deense schilderkunst. In zijn schilderwerk legde hij zich toe op portretten, (deels historische) genrestukken en scheepvaartschilderijen. 

## Levensloop
Hij werd - als zoon van de timmerman en schilder Henrik Vilhelm Eckersberg en Ingeborg Asmusdatter Nissen - geboren in het Hertogdom Sleeswijk, tegenwoordig het zuiden van Jutland. Eckersberg legde zich als kind al toe op tekenen en schilderen. Hij kreeg al vroeg in Aabenraa les van Jes Jessen, een schilder van portretten en kerkinterieurs. Vanaf zijn zeventiende kreeg hij les van Josiah Jacob Jessen in Flensburg. In 1803 werd hij aangenomen op de Koninklijke Deense Kunstacademie in Kopenhagen. Hier was Nicolai Abraham Abildgaard een van zijn leermeesters.
In 1810 trouwde hij met Christine Rebekka Hyssing. Hun al voor dit huwelijk geboren zoon Erling trad in de voetsporen van zijn vader en werd schilder en etser. Vrijwel meteen na zijn huwelijk zocht en vond Eckersberg fondsen voor het ondernemen van buitenlandse reizen. In Parijs studeerde hij enige tijd bij Jacques-Louis David. Van 1813 tot 1816 woonde en werkte hij in Rome. Hij maakte daar deel uit van een kleine groep Deense kunstenaars, aangevoerd door de beeldhouwer Bertel Thorvaldsen, met wie hij een hechte vriendschap had. Een van zijn bekendste schilderijen is een portret van Thorvaldsen. Tijdens zijn verblijf in Italië werd de scheiding tussen hem en zijn vrouw uitgesproken.
In 1816 keerde hij in Denemarken terug. Hij werd lid van de Academie en werd in 1818 benoemd tot hoogleraar, op de leerstoel die de Academie voor hem had vrijgehouden na het overlijden van Abildgaard. Tot zijn studenten behoorden vooraanstaande kunstenaars als Christen Købke, Martinus Rørbye, Wilhelm Bendz en Constantin Hansen. Hij trouwde opnieuw, eerst met Julie Juel (1791-1827) en na haar overlijden met haar jongere zuster Susanne Juel (1793-1840). Zij waren dochters van de schilder Jens Juel. Van 1827-1829 was hij directeur van de Academie. In laatstgenoemd jaar werd hij benoemd tot Ridder in de Orde van de Dannebrog. 
In zijn laatste jaren leed Eckersberg aan een toenemende blindheid, waardoor hij het schilderen moest opgeven. Hij overleed op 70-jarige leeftijd tijdens een grote epidemie aan de gevolgen van cholera. Hij werd begraven op Assistens Kirkegård in Kopenhagen.

## Galerij

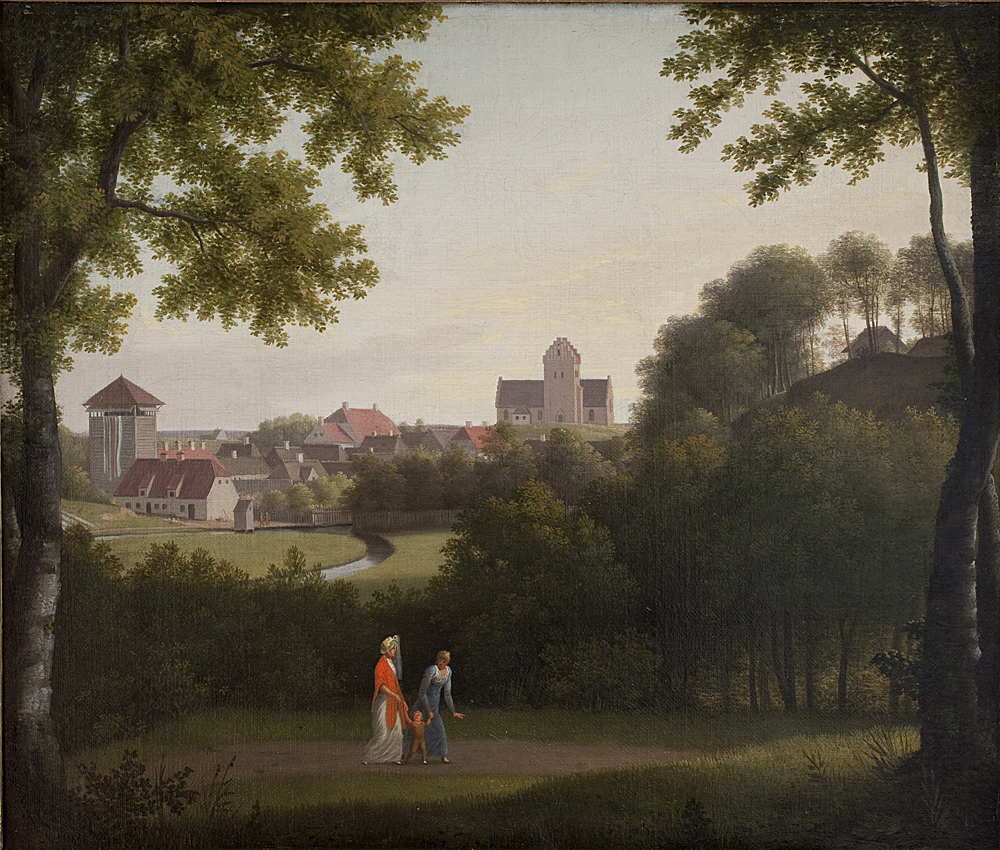
Gezicht op Kongens Lyngby, 1810
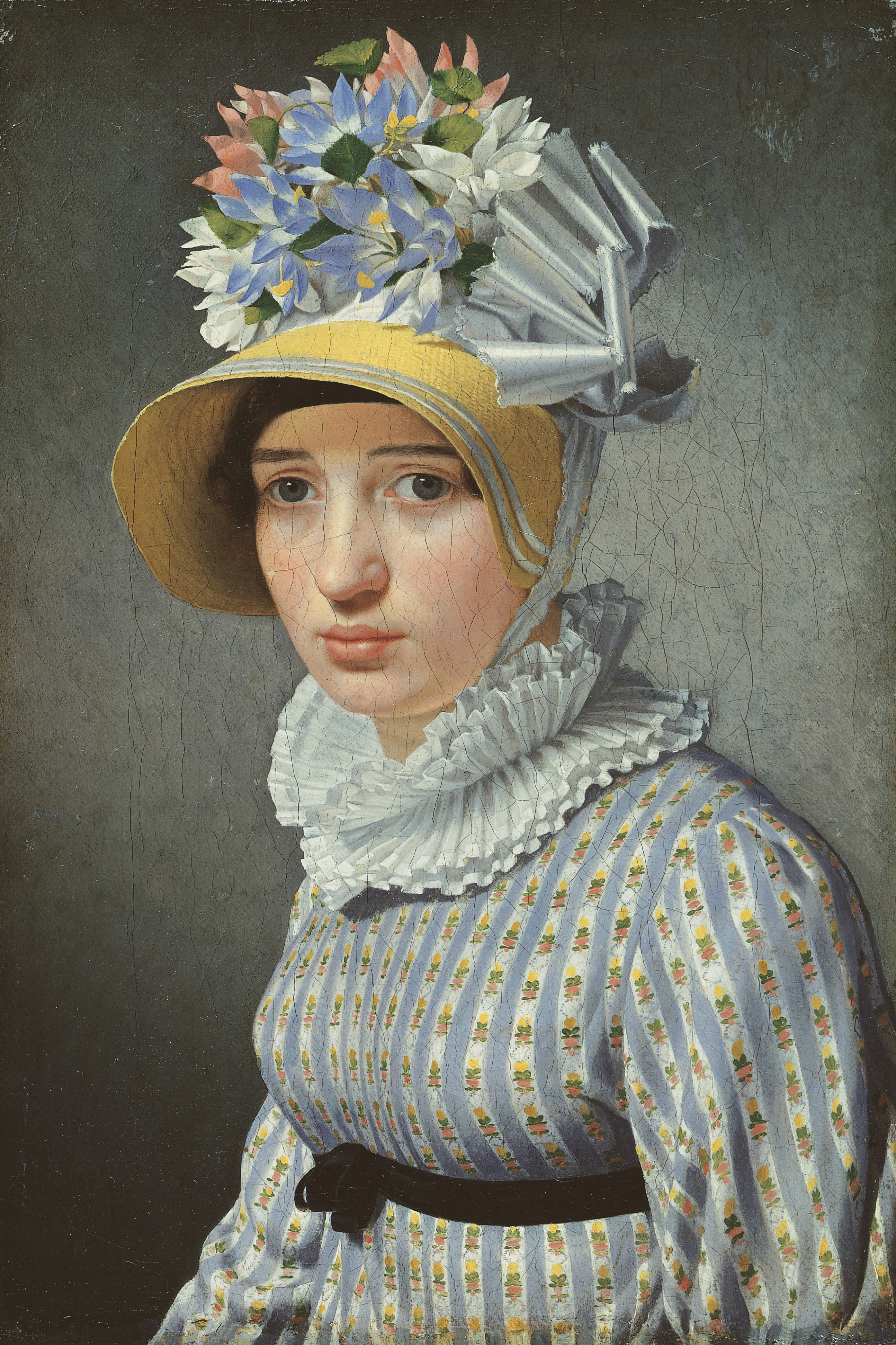
Portret van Anna Maria Magnani
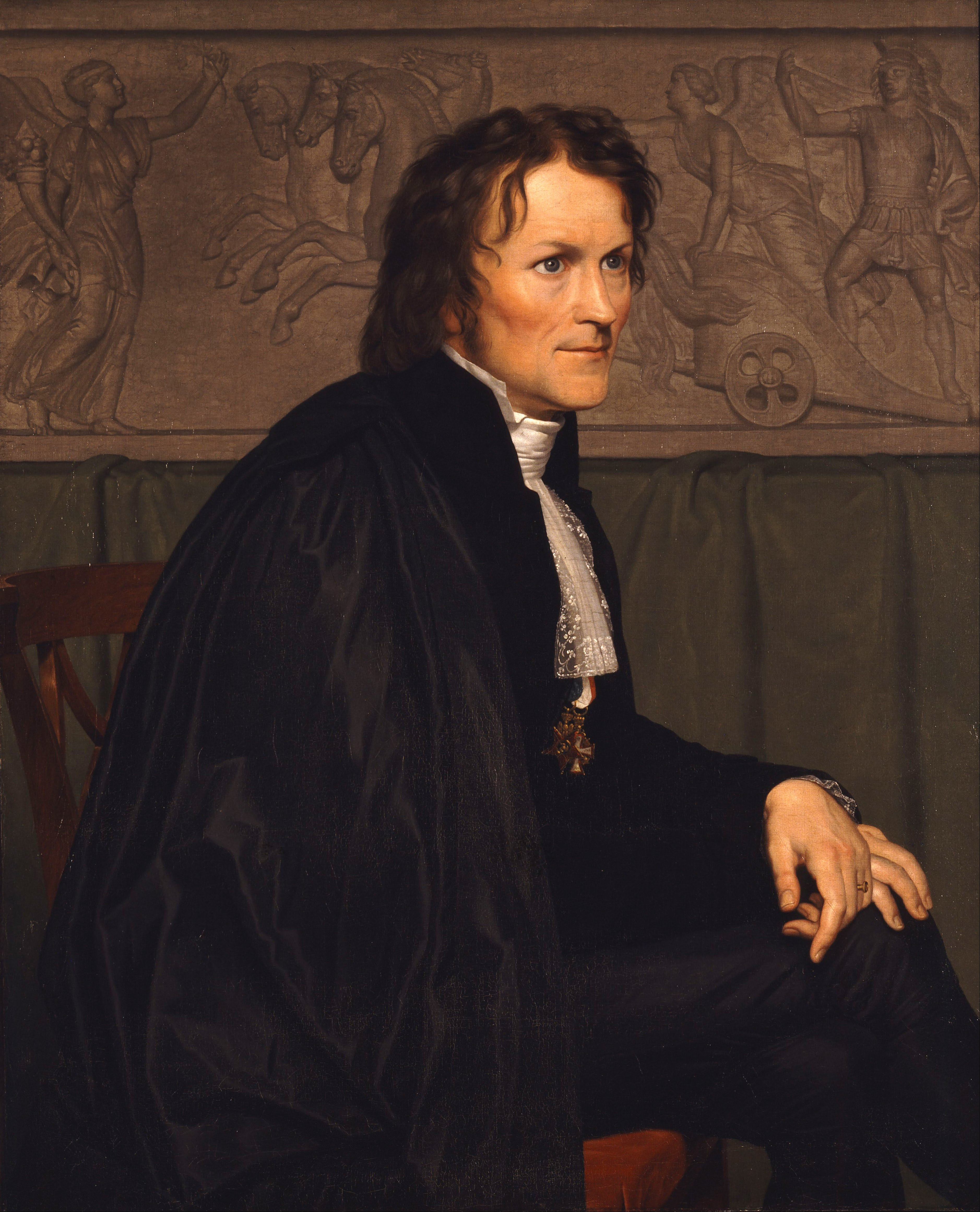
Bertel Thorvaldsen
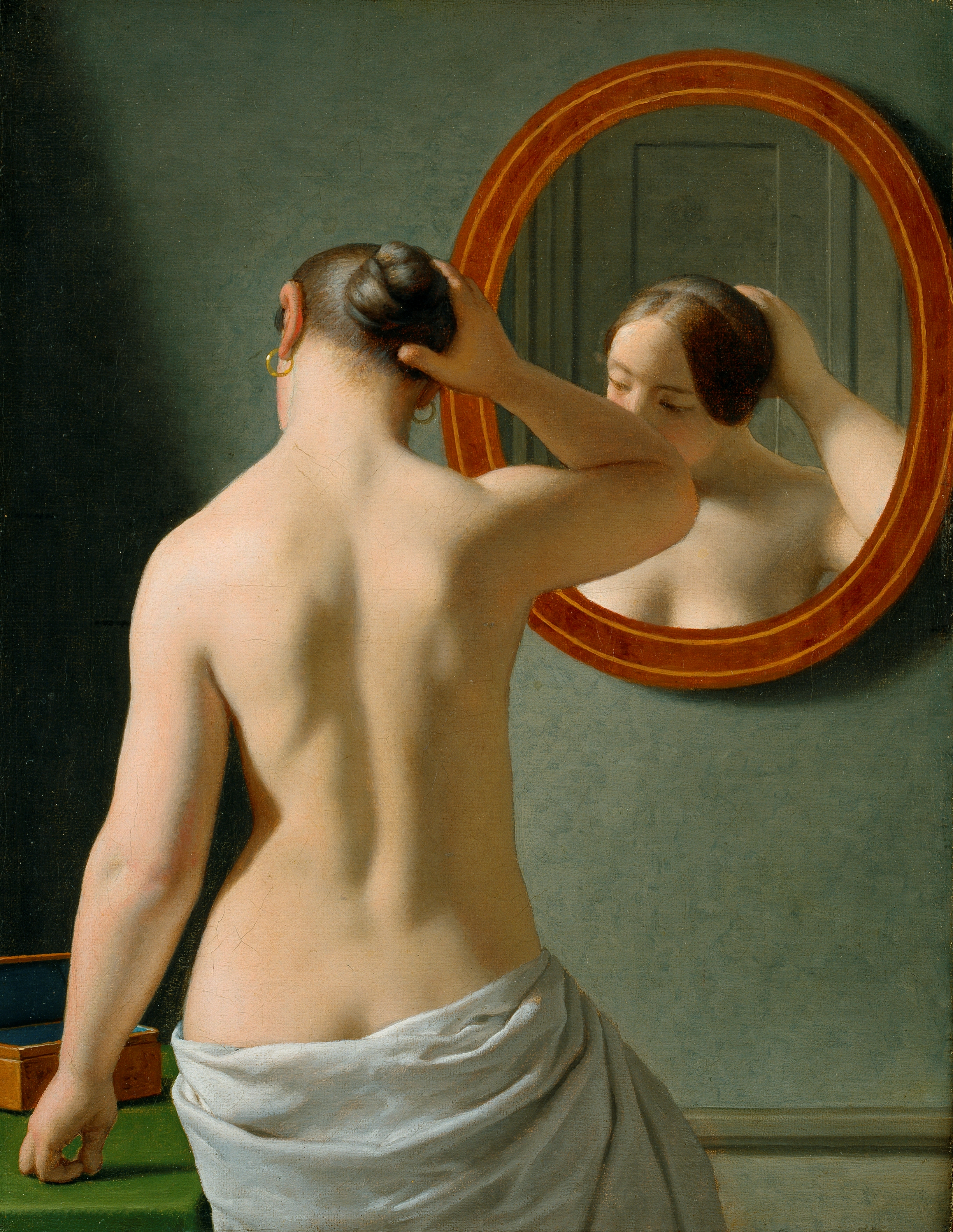
Vrouw voor de spiegel
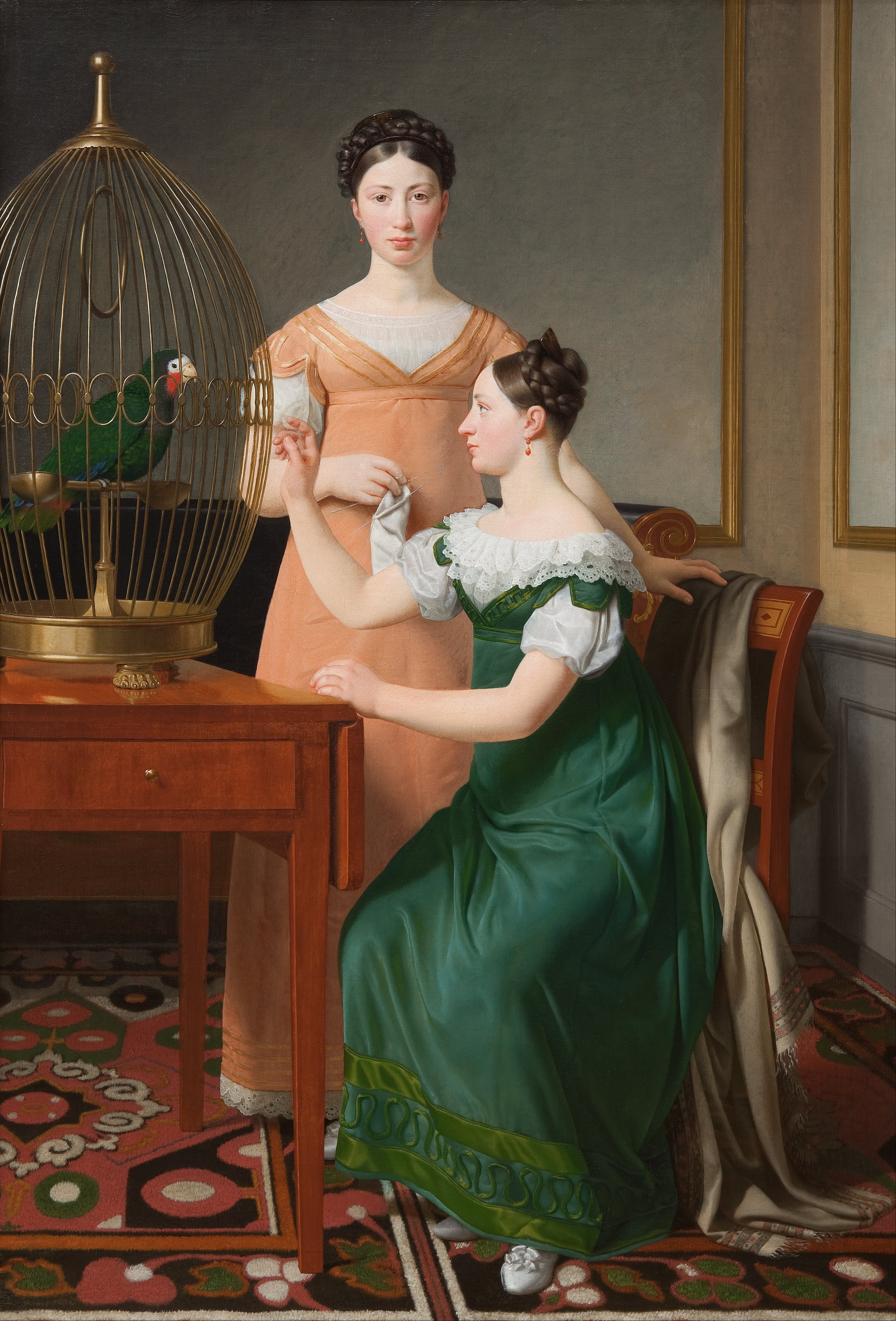
Bella en Hanna, de oudste dochters van M. L. Nathanson
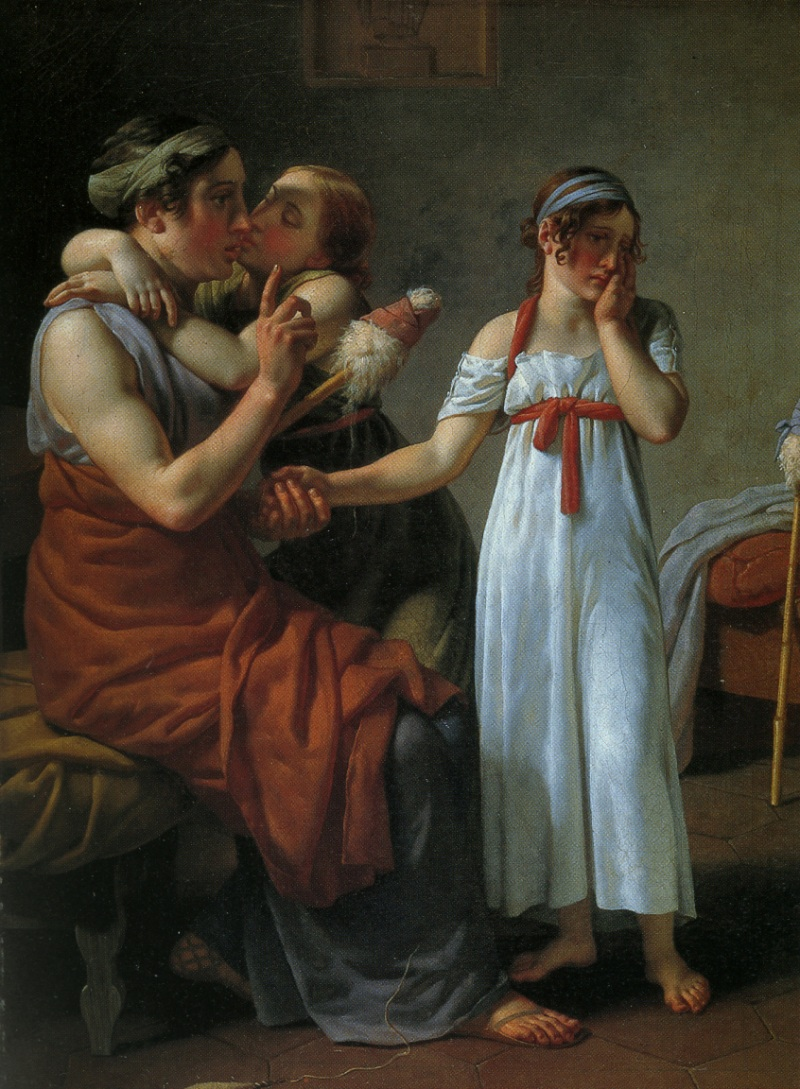
De goede Moeder
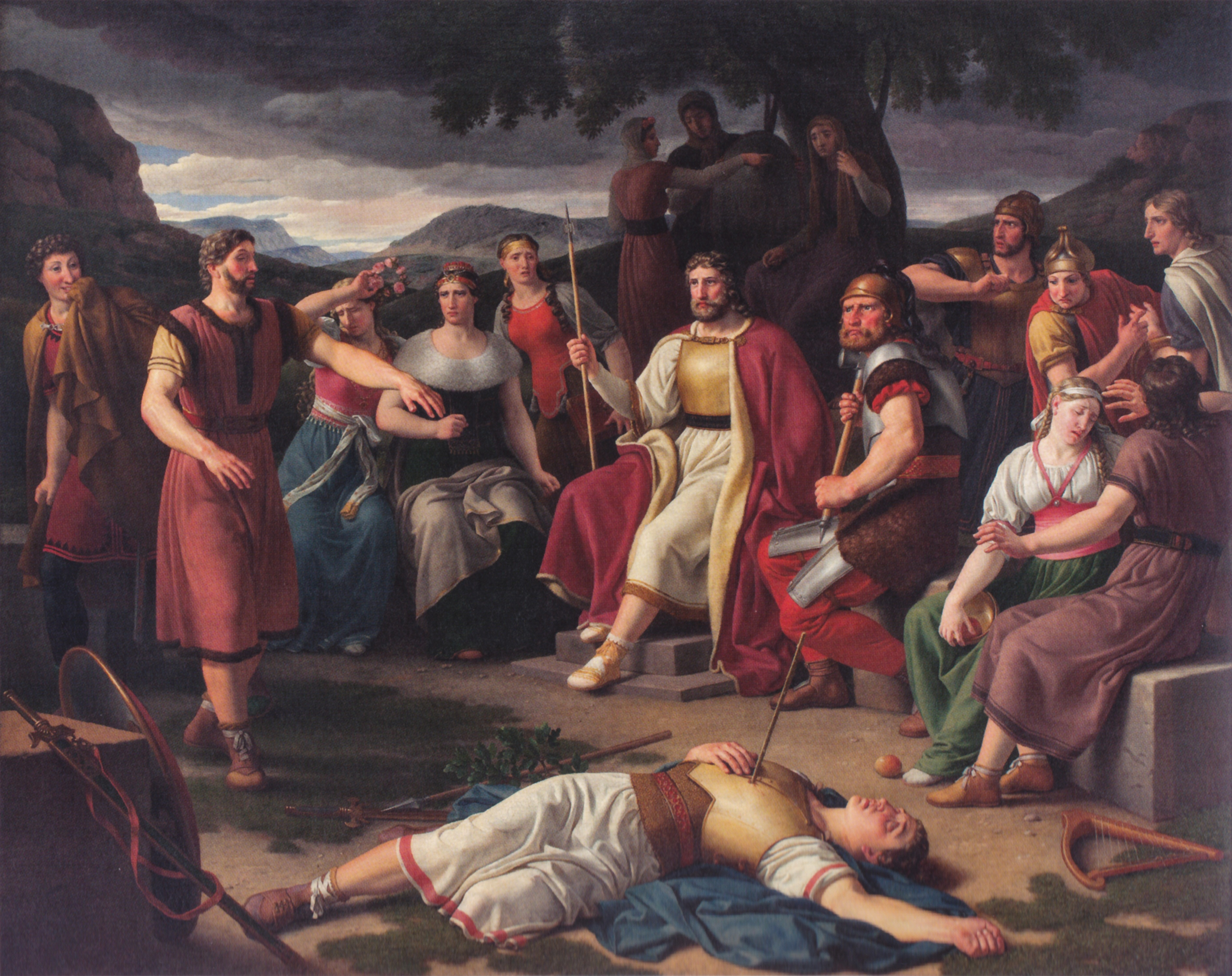
De dood van Baldr
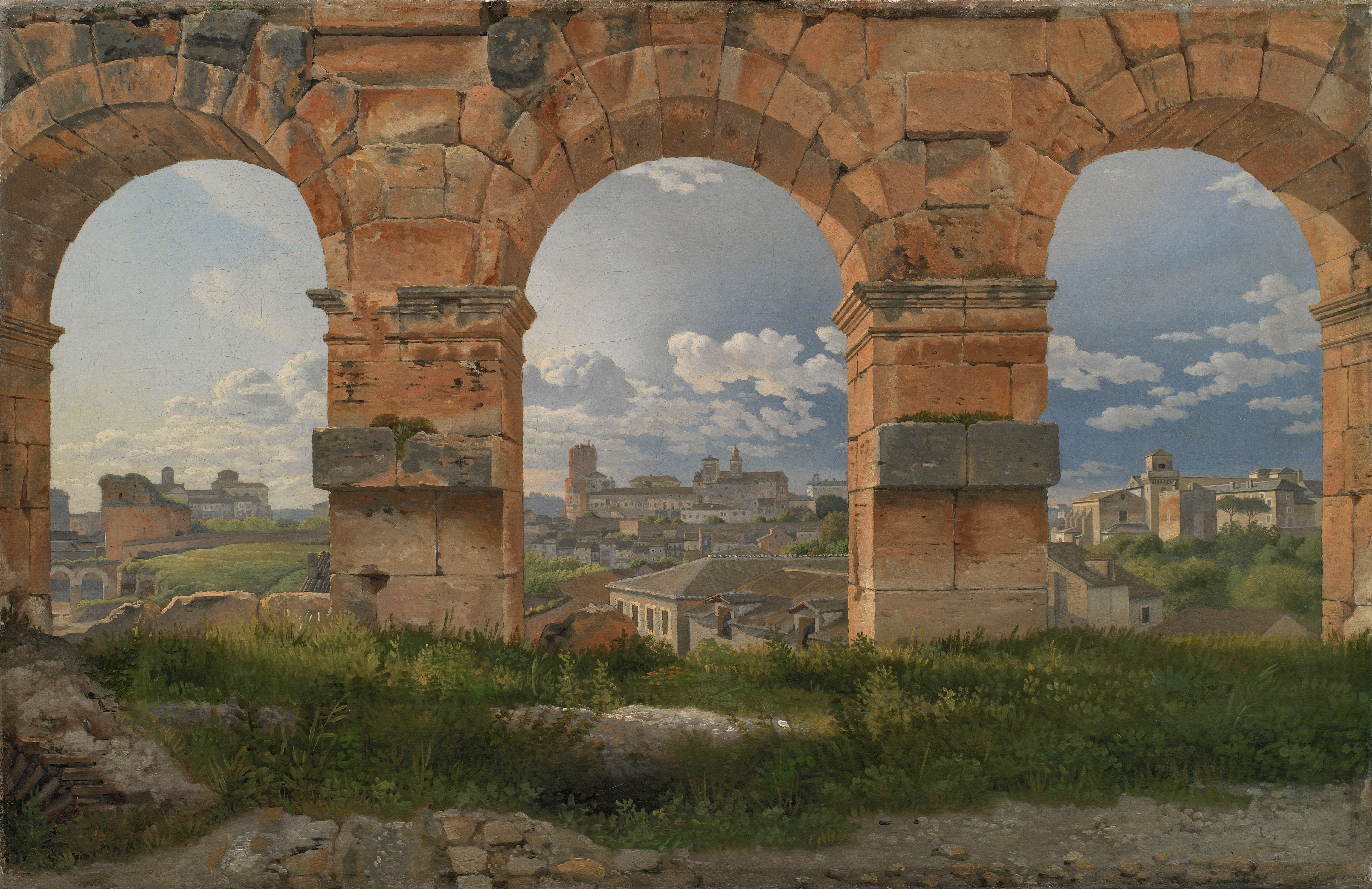
Vergezicht door drie bogen op de derde verdieping van het Colosseum
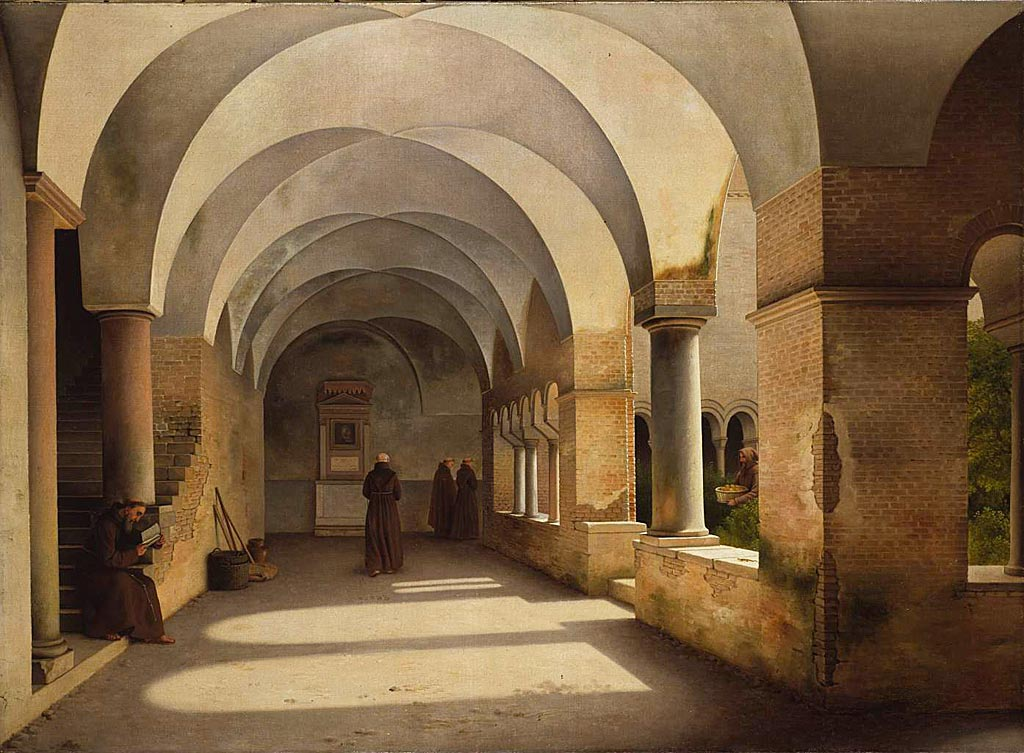
Kloostergang van Sint Laurens buiten de Muren
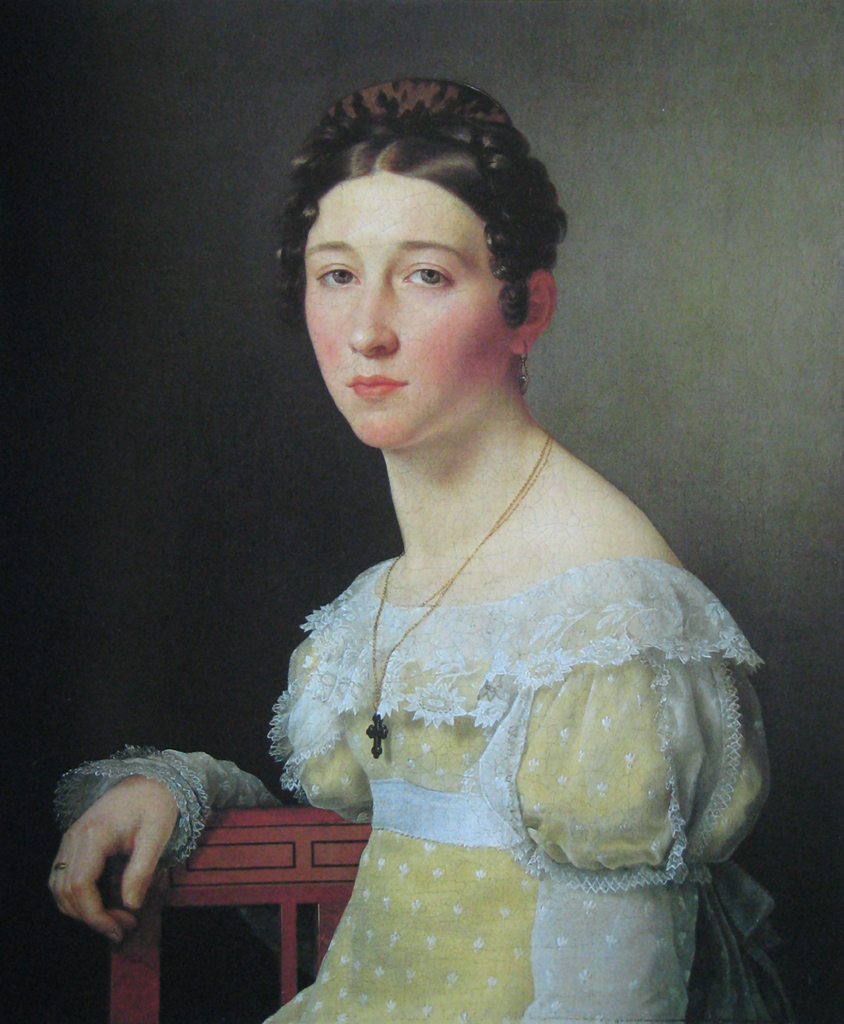
Portret van Emilie Henriette Massmann
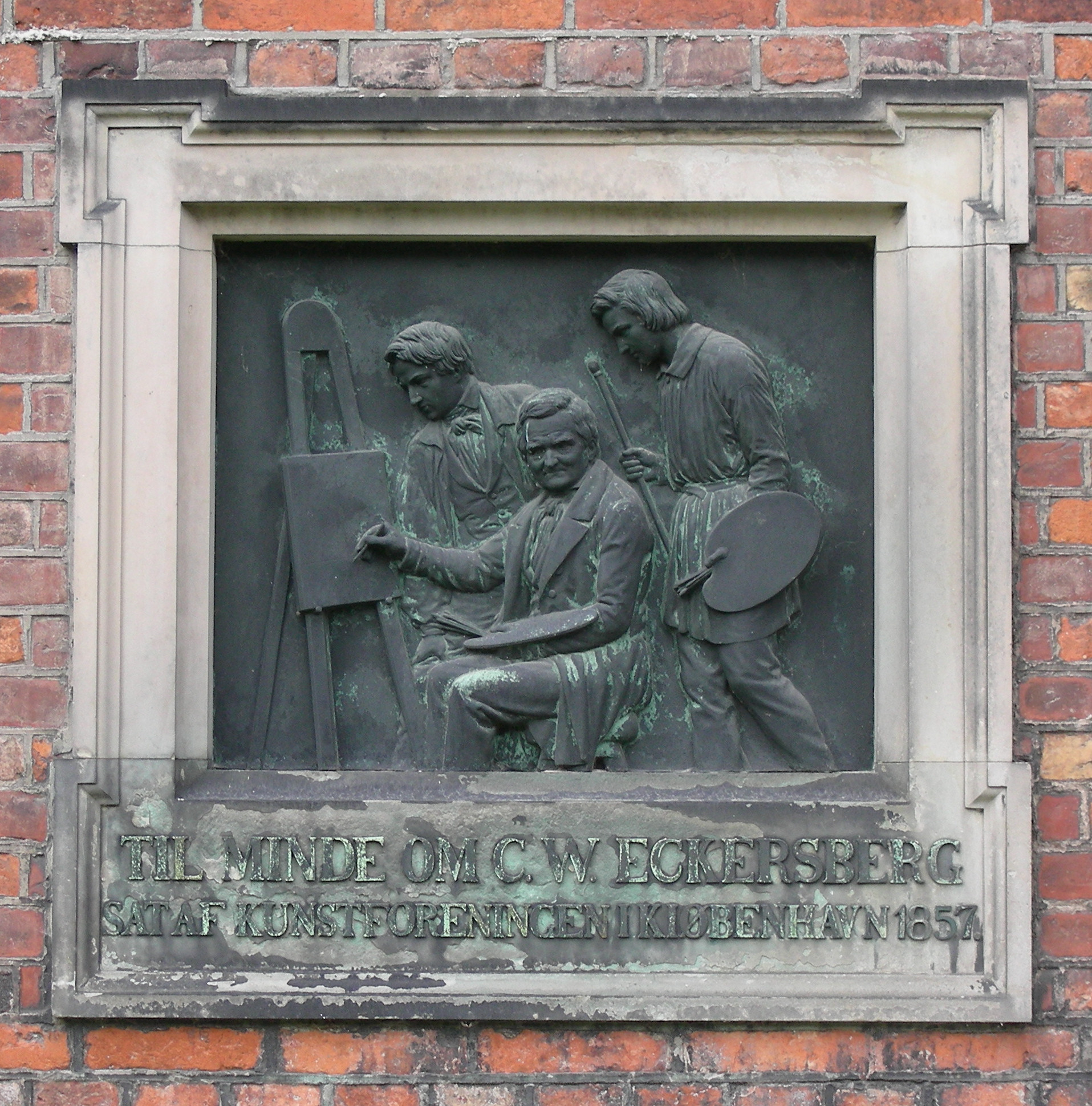
Garnisons Kirken in Kopenhagen